# IPX/SPX
IPX/SPX significa Intercanvi de paquets d'Internetwork/Intercanvi de paquets seqüenciat. IPX i SPX són protocols de xarxa utilitzats inicialment en xarxes que utilitzen els sistemes operatius Novell NetWare (descontinuats des de llavors). També es van fer servir àmpliament a les xarxes que desplegaven Microsoft Windows LANS, ja que van substituir NetWare LANS, però ja no s'utilitzen àmpliament. IPX/SPX també s'utilitzava àmpliament abans i fins a Windows XP, que donava suport als protocols, mentre que les versions posteriors de Windows no, i TCP/IP es va fer càrrec de la xarxa.

## Capes de protocol
IPX i SPX es deriven dels protocols IDP i SPP de Xerox Network Systems respectivament. IPX és un protocol de capa de xarxa (capa 3 del model OSI), mentre que SPX és un protocol de capa de transport (capa 4 del model OSI). La capa SPX es troba a la part superior de la capa IPX i proporciona serveis orientats a la connexió entre dos nodes de la xarxa. SPX és utilitzat principalment per aplicacions client-servidor.
IPX i SPX ofereixen serveis de connexió similars a TCP/IP, amb el protocol IPX que té similituds amb el Protocol d'Internet i SPX amb semblances amb TCP. IPX/SPX es va dissenyar principalment per a xarxes d'àrea local (LAN) i és un protocol molt eficient per a aquest propòsit (normalment el rendiment de SPX supera el de TCP en una LAN petita, ja que en lloc de les finestres de congestió i els reconeixements de confirmació, SPX utilitza NAK simples). TCP/IP, però, s'ha convertit en el de protocol estàndard de facto. Això es deu en part al seu rendiment superior en xarxes d'àrea àmplia i Internet (que utilitza exclusivament IP), i també perquè TCP/IP és un protocol més madur, dissenyat específicament amb aquest propòsit en ment.
Malgrat l'associació dels protocols amb NetWare, tampoc són necessaris per a la comunicació NetWare (a partir de NetWare 5.x), ni utilitzat exclusivament en xarxes NetWare. La comunicació NetWare requereix una implementació NCP, que pot utilitzar IPX/SPX, TCP/IP o tots dos com a transport.

## Implementacions
Novell va ser en gran part responsable de l'ús d'IPX com a protocol de xarxa d'ordinadors popular a causa del seu domini en el mercat del programari del sistema operatiu de xarxa (amb Novell Netware) des de finals dels anys vuitanta fins a mitjans dels noranta.

### DOS
El client NetWare original de Novell va ser escrit per a DOS. Les versions inicials requerien una pila de protocols enllaçats, on l'administrador de xarxa crearia un executable independent per a cada configuració de targeta de xarxa a la xarxa. Aquest executable es carregaria en el moment de l'arrencada i romandria resident a la memòria fins que es tanqués el sistema. Les implementacions posteriors van permetre que la pila de xarxa es carregués i descarregués dinàmicament, utilitzant mòduls preexistents. Això va simplificar molt el manteniment de les estacions de treball dels clients a la xarxa.

### Linux
S'han escrit implementacions per a diferents versions d'Unix / Linux, tant per Novell com per altres venedors. En particular, UnixWare de Novell admet IPX/SPX de manera nativa. Tanmateix, mentre que UnixWare podia actuar com a client dels servidors NetWare i les aplicacions podien suportar opcionalment IPX/SPX com a transport, UnixWare no va oferir la possibilitat de compartir fitxers o impressores en una xarxa NetWare sense un paquet de programari addicional. Open Enterprise Server: Linux no admet IPX/SPX. El nucli de Linux solia ser compatible amb IPX/SPX, però el suport SPX es va eliminar el 2002, i el suport IPX es va eliminar el 2018.

### Windows
A causa de la prevalença d'IPX/SPX a les LAN a la dècada de 1990, Microsoft va afegir suport per als protocols a la pila de xarxes de Windows, començant per Windows per a grups de treball i Windows NT. Microsoft fins i tot va anomenar la seva implementació " NWLink ", la qual cosa implica que la inclusió dels transports de capa 3/4 va proporcionar connectivitat NetWare. En realitat, els protocols eren suportats com a transport natiu per a SMB / NetBIOS de Windows, i la connectivitat NetWare requeria la instal·lació addicional d'un client NCP (Microsoft va proporcionar un client NetWare bàsic amb Windows 95 i posterior, però no es va instal·lar automàticament i inicialment). només admet el mode d'enllaç NetWare). NWLink encara es va proporcionar amb Windows (fins a Windows Server 2003 inclòs), però no s'inclou ni s'admet amb Windows Vista. Es desaconsella el seu ús perquè no es pot utilitzar per a xarxes de Windows excepte com a transport per a NetBIOS, que està obsolet.